# Stutzenarbeit
Die spezifische Stutzenarbeit {\displaystyle Y} ist die Differenz der (massen)spezifischen Arbeitsfähigkeiten eines inkompressiblen Fluids zwischen Saug- und Druckstutzen (Ein- und Austrittsgehäuse) einer Turbomaschine. Die SI-Einheit der spezifischen Stutzenarbeit ist {\displaystyle \mathrm {\tfrac {m^{2}}{s^{2}}} }. Die Stutzenarbeit entspricht damit der totalen isentropen Enthalpiedifferenz:
{\displaystyle {\begin{aligned}Y&=\Delta h_{ts}\\&=\Delta h_{p}+{\frac {c_{\text{D}}^{2}-c_{\text{S}}^{2}}{2}}+g(z_{\text{D}}-z_{\text{S}})\end{aligned}}}
mit
- der spezifischen Enthalpiedifferenz {\displaystyle \Delta h_{p}={\frac {p_{\text{D}}-p_{\text{S}}}{\rho }}} auf Grund der Druckdifferenz {\displaystyle p_{\text{D}}-p_{\text{S}}}
  - den Indizes {\displaystyle {\text{D}}} für die Druck- und {\displaystyle {\text{S}}} für die Saugseite
  - der Dichte {\displaystyle \rho } des Fluids
- der spezifischen Enthalpiedifferenz {\displaystyle {\frac {c_{\text{D}}^{2}-c_{\text{S}}^{2}}{2}}} auf Grund der unterschiedlichen Strömungsgeschwindigkeiten {\displaystyle c}, vgl. kinetische Energie
- der für Gase vernachlässigbaren spezifischen Enthalpiedifferenz {\displaystyle g(z_{\text{D}}-z_{\text{S}})} auf Grund der Höhendifferenz {\displaystyle z_{\text{D}}-z_{\text{S}}}, vgl. potentielle Energie
  - der Schwerebeschleunigung {\displaystyle g}.

Mit der spezifischen Stutzenarbeit kann die Fall- bzw. Förderhöhe {\displaystyle H} definiert werden
{\displaystyle H={\frac {Y}{g}}}